# Bielawy (powiat gnieźnieński)
Bielawy (niem. Bilau) – wieś w Polsce położona w województwie wielkopolskim, w powiecie gnieźnieńskim, w gminie Kłecko.
Pierwszy raz wzmiankowana w 1580 r. W latach 70. XIX w. Bielawy zamieszkiwało w 27 domach 217 osób. W latach 1975–1998 miejscowość należała administracyjnie do województwa poznańskiego.

## Galeria

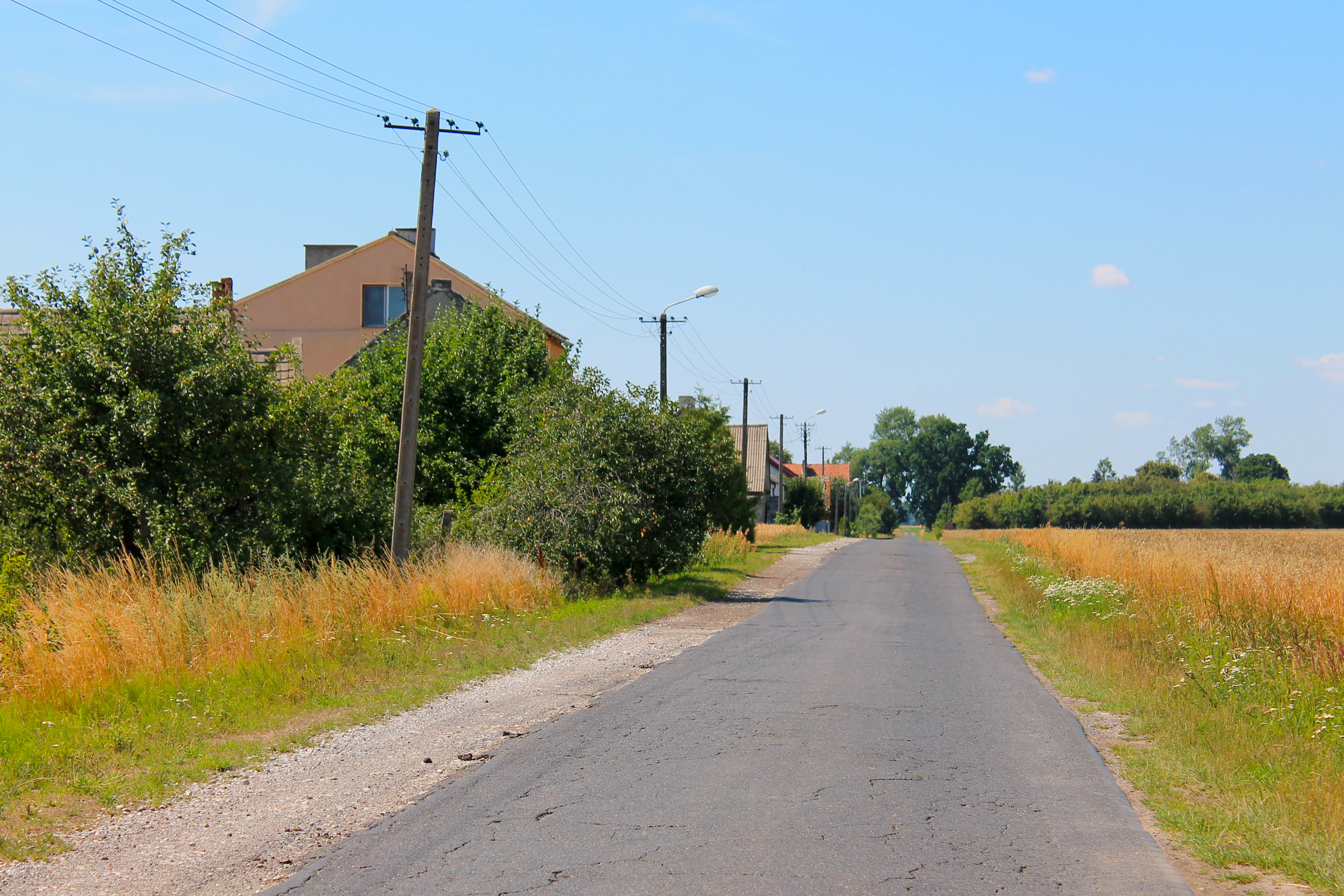
Zabudowa wsi
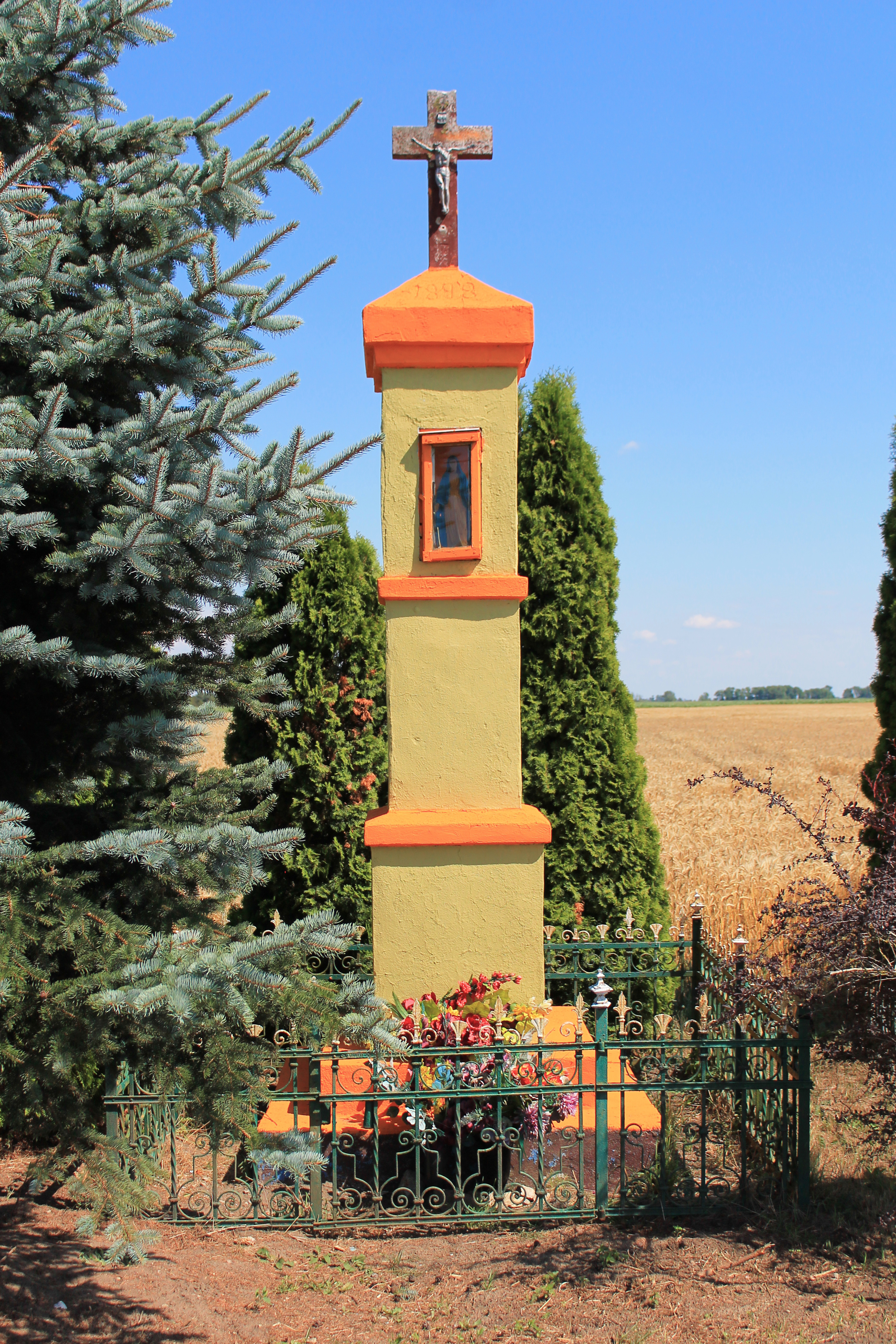
Kapliczka przydrożna